# セイリーン郡 (アーカンソー州)
セイリーン郡（英: Saline County）は、アメリカ合衆国アーカンソー州の中央部に位置する郡である。人口は12万3416人（2020年）。郡庁所在地はベントンであり、同郡で人口最大の都市である。セイリーン郡は1835年11月2日に設立され、郡名は地域に湧き出る塩水の泉に因んで名付けられた。アルコールの販売が禁止される禁酒郡である。
セイリーン郡はリトルロック都市圏に属している。

## 地理
アメリカ合衆国国勢調査局に拠れば、郡域全面積は730.46平方マイル (1,891.9 km2)であり、このうち陸地723.46平方マイル (1,873.8 km2)、水域は7.00平方マイル (18.1 km2)で水域率は0.96%である。

### 主要高規格道路
- 州間高速道路30号線
- 州間高速道路530号線
- アメリカ国道65号線
- アメリカ国道67号線
- アメリカ国道70号線
- アメリカ国道167号線
- アーカンソー州道5号線
- アーカンソー州道9号線
- アーカンソー州道35号線

### 隣接する郡
- ペリー郡 - 北西
- プラスキ郡 - 北東
- グラント郡 - 南東
- ホットスプリング郡 - 南西
- ガーランド郡 - 西

### 国立保護地域
- ワシタ国立の森（部分）

## 人口動態

2000人口ピラミッド

以下は2000年国勢調査による人口統計データである。
| 基礎データ - 人口: 83,529人 - 世帯数: 31,778 世帯 - 家族数: 24,500 家族 - 人口密度: 45人/km2（116人/mi2） - 住居数: 33,825軒 - 住居密度: 18軒/km2（47軒/mi2） 人種別人口構成 - 白人: 95.27% - アフリカン・アメリカン: 2.20% - ネイティブ・アメリカン: 0.48% - アジア人: 0.57% - 太平洋諸島系: 0.03% - その他の人種: 0.45% - 混血: 1.00% - ヒスパニック・ラテン系: 1.30% 年齢別人口構成 - 18歳未満: 25.5% - 18-24歳: 7.7% - 25-44歳: 30.2% - 45-64歳: 24.2% - 65歳以上: 12.5% - 年齢の中央値: 37歳 - 性比（女性100人あたり男性の人口） - 総人口: 98.1 - 18歳以上:95.3 | 世帯と家族（対世帯数） - 18歳未満の子供がいる: 35.4% - 結婚・同居している夫婦: 63.8% - 未婚・離婚・死別女性が世帯主: 9.7% - 非家族世帯: 22.9% - 単身世帯: 19.6% - 65歳以上の老人1人暮らし: 7.5% - 平均構成人数 - 世帯: 2.57人 - 家族: 2.94人 収入と家計 - 収入の中央値 - 世帯: 42,569米ドル - 家族: 48,717米ドル - 性別 - 男性: 35,052米ドル - 女性: 23,294米ドル - 人口1人あたり収入: 19,214米ドル - 貧困線以下 - 対人口: 7.2% - 対家族数: 5.0% - 18歳未満: 8.8% - 65歳以上: 7.3% |

## 都市と町
| - ベントン - 郡庁所在地 - アレクサンダー - ボーキサイト - ブライアント | - ハスケル - シャノンヒルズ - トラスクウッド - オーウェンズビル |

### 国勢調査指定地域
- アビラ
- イーストエンド
- ホットスプリングスビレッジ
- セイラム

### 未編入の町
- ブルックス
- レイクサイド

## 郡区
アーカンソー州の郡はさらに郡区に小区分されている。各郡区には未編入領域と、編入済み自治体がある。現代の郡区にはその維持目的が限られたものになっている。アメリカ合衆国国勢調査局は郡区を元に人口を集計している。また系図調査など歴史的な目的には価値がある。1つ以上の郡区に入っている町や都市は統計調査に基づいて扱われる。セイリーン郡の郡区は下記リストの21区であり、その中に含まれる町や都市を括弧書きしている。
- バナー（イーストエンドの大半）
- ボーキサイト（ボーキサイト、ベントンの大半）
- ビーバー（アビラ）
- ブライアント（アレクサンダーの大半、ブライアントの大半、シャノンヒルズの小部分、ベントンの小部分）
- ドライア（ホットスプリングスビレッジ）
- フェアプレー
- ハスケル（ハスケル）
- ホランド
- ハリケーン（イーストエンドの小部分）
- ジェファーソン
- ケンタッキー
- リバティ
- マーブル（ホットスプリングスビレッジ）
- ニューコーム
- オッター（シャノンヒルズの大半、アレクサンダーの小部分、イーストエンドの小部分）
- オーウェン（ブライアントの部分、アレクサンダーの小部分）
- セイラム（セイラム）
- ショー
- スミス
- トラスクウッド（トラスクウッド）
- ユニオン